# نوكيا 8801
نوكيا 8801 هو أحد أجهزة نوكيا، شركة الهواتف والتقنية النقالة. يأتي هذا الجهاز مع شاشة نوعها 208 * 208 18-بت (262,144) لون. تم إصدار هذا الجهاز في 2005. أما بالنسبة لوضعية إنتاجه الحالية فلم يعد يتم إنتاجه. تقنيته/تردده هي النظام العالمي للإتصالات المتنقلة. جيل الجهاز هو DCT4. عامل الشكل (التصميم) للجهاز هو "غطاء ستيل غير متصدئ طري الانزلاق.